# Walerij Czapłygin
Walerij Andriejewicz Czapłygin (ros. Валерий Андреевич Чаплыгин, ur. 23 maja 1952 w Kursku) – radziecki kolarz szosowy, mistrz olimpijski oraz trzykrotny medalista mistrzostw świata.

## Kariera
Pierwszy sukces w karierze Walerij Czapłygin osiągnął w 1974 roku, kiedy zdobył srebrny medal w drużynowej jeździe na czas na mistrzostwach świata w Montrealu. Wynik ten reprezentanci ZSRR z Czapłyginem w składzie powtórzyli także podczas rozgrywanych rok później mistrzostw świata w Yvoir. W pierwszym przypadku partnerowali mu Władimir Kaminski, Giennadij Komnatow i Rinat Szarafulin, a w 1975 roku stanął na podium razem z Aavo Pikkuusem, Giennadijem Komnatowem i Władimirem Kaminskim. W 1976 roku wziął udział w igrzyskach olimpijskich w Montrealu, wspólnie z Władimirem Kaminskim, Aavo Pikkuusem i Anatolijem Czukanowem zwyciężając w swej koronnej konkurencji. Na kanadyjskich igrzyskach Czapłygin wystartował także w indywidualnym wyścigu ze startu wspólnego, kończąc rywalizację na 39. pozycji. Reprezentacja ZSRR w tym samym składzie zwyciężyła także na mistrzostwach świata w San Cristóbal w 1977 roku. Poza tym jego największym sukcesem było zwycięstwo w klasyfikacji generalnej włoskiego Settimana Ciclistica Lombarda w 1975 roku.